# Pollingeria grandis
La pollingeria (Pollingeria grandis) è un enigmatico fossile, rinvenuto in terreni risalenti al Cambriano medio (circa 505 milioni di anni fa). I suoi resti sono stati rinvenuti nel famoso giacimento di Burgess Shales, in Canada.

## Descrizione
Tutto quello che si conosce di Pollingeria sono numerose strutture simili a scaglie, generalmente di forma allungata e relativamente sottile, lunghe meno di un centimetro. La forma di queste scaglie variava di molto da esemplare a esemplare. In molti fossili è riconoscibile una struttura a forma di tubo sinuoso nella parte superiore. Un singolo ritrovamento mostra alcune di queste scaglie raggruppate insieme. Non è chiaro se questi fossili rappresentassero organismi completi o solo piccole parti di animali molto più grandi.

## Possibili affinità
La classificazione della pollingeria è altamente problematica: non esiste nulla di simile tra gli organismi estinti o viventi. Charles Doolittle Walcott, che descrisse l'organismo nel 1911, lo classificò tra gli anellidi policheti, ritenendo le “scaglie” parte del rivestimento esterno di un verme. In ogni caso, lo stesso Walcott ritenne questo tipo di scaglie notevolmente diverse da quelle di Wiwaxia (all'epoca ritenuto anch'esso un polichete). Secondo lo studioso, il “tubo” presente su alcuni esemplari era dovuto alla presenza di un verme commensale.
Più recentemente, Simon Conway Morris e Derek Briggs si occuparono di Pollingeria; i due studiosi ritennero che i fossili potessero rappresentare un intero organismo, anche se non sono state fornite spiegazioni circa la struttura tubolare.